# 聖武親征録

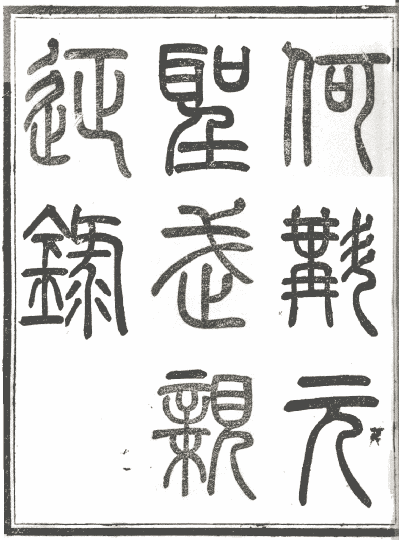
光緖十六年に出版された『聖武親征録』の封面。「何斠元聖武親征錄」と書かれている。「何斠」は「何秋濤が校正した」の意。

『聖武親征録』（せいぶしんせいろく）は、中世モンゴルの歴史書。モンゴル帝国の建国者チンギス・カンの生涯について漢文で記した年代記であり、『元朝秘史』、『集史』「チンギス・カン紀」、『元史』「太祖本紀」に並ぶチンギス・カン研究上の重要史料として扱われている。作者は不明で、成立年は諸説あるが、クビライの治世(13世紀後半)中とする見解が主流である。『皇元聖武親征録』とも。
表題の「聖武」とはクビライの治世に定められたチンギス・カンの諡号「聖武皇帝(後に「法天啓運聖武皇帝」と加諡される)」に由来し、全体で「チンギス・カン(聖武皇帝)の親征録」を意味する表題となる。

## 成立
『聖武親征録』がいつどのようにして成立したかは全く記録がなく、いくつかの傍証を元にした様々な説がある。『聖武親征録』の成立について、かつては『元史』巻137察罕(チャガン)伝に「また(チャガンに)詔してトブチヤン(脱必赤顔)を(漢文に)訳させ、『聖武開天紀』と名付けた」とあることから、『聖武開天紀』が『聖武親征録』の元となった書物かあるいは『聖武親征録』そのものであると考えられていた。この説に基づく場合、察罕伝は『聖武開天紀』の成立を仁宗(アユルバルワダ)の治世のこととするので、『聖武親征録』の成立は少なくとも1310年代以降のこととなる。
しかし、研究の進展により現在ではむしろクビライの治世に編纂された書物であったと考えられるようになってきている。その最大の論拠は「オングト部の主アラクシ・テギン・クリ(王孤部主阿剌忽思的乞火力)」に注釈して「今のアイ・ブカ駙馬丞相の白達達こそがこれである(今愛不花駙馬丞相白達達是也)」と記されることにある。このアイ・ブカ(愛不花)こそ『元史』巻118阿剌兀思剔吉忽里(アラクシ・ディギト・クリ)伝にアラクシの孫として記される「愛不花」に他ならず、愛不花のオングト部当主在任期間はおおよそクビライの治世に限定されるため、「現在のオングト部当主はアイ・ブカである」とする『聖武親征録』もまたクビライ治世中の編纂物と考えられる。また、クビライの父トゥルイが『聖武親征録』で必ず「太上皇」と表記されることも、「太上皇」が主に「皇帝の父親」を意味することを踏まえれば『聖武親征録』がクビライ治世中に編纂されたことの傍証となる。以上の点を踏まえ、『聖武親征録』はクビライ治世中に編纂されたものであり、仁宗アユルバルワダ治世中に編纂された『聖武開天紀』とは別の書物であるとする学説が主流である。
ただし、後述するように『聖武親征録』は『集史』や『元史』といった他の書物と内容上一致する点が非常に多く、特に『集史』とは同一の史料源を有していたのではないかと考えられている。故に、『聖武親征録』は『聖武開天紀』のように『トブチヤン(あるいはそれに類するモンゴル語史書)』から直接漢文に翻訳された史書であると考えられている。

## 内容
『聖武親征録』の持つ最大の特徴は、西方のフレグ・ウルスで編纂されたペルシア語史料『集史』「チンギス・カン紀」と内容の上で非常に近しい点にある。『聖武親征録』はチンギス・カンの祖先についての記述が存在しない点を除けば『集史』「チンギス・カン紀」と内容の点で非常に近く、何より中央アジア遠征中の年次が1年ずつずれているという誤りを共有しているなど、諸々の事件の年次は完全に一致する。
そのため、『集史』「チンギス・カン紀」と『聖武親征録』を相互比較することで片方の史料だけでは意味を特定できない単語について、正しい意味を特定することができる。例えば、『集史』で「イスラム暦599年にあたる亥年(1203年)の冬」にチンギス・カンが「確固たる良きヤサクを命じた」と記されることについて、『聖武親征録』では「宣佈号令」したと記しており、法令/軍令といった様々な意味を有するヤサクの訳語の内、ここでは号令(軍令)と訳するのが正しいということがわかる。また、『集史』「チンギス・カン紀」でコルラス族のカラ・メルキダイが逃げるチンギス・カンに与えたとされるāīgir-i qālīūnはモンゴル語の転写でペルシア語の知識だけでは読み解きがたい単語であるが、『聖武親征録』では「獺色全馬」と明確に記しており、他の史料の記述ともあわせて「特殊な毛色の、(去勢していない)完全な馬」を意味する単語であることがすぐにわかる。
以上の点を踏まえ、『集史』「チンギス・カン紀」と『聖武親征録』、そして恐らくは『元史』「太祖本紀」も同一の史料源からそれぞれペルシア語と漢語に翻訳された史書であると考えられている。ただしこれらの史書の元になった史料については記録が少なく諸説あり、『集史』が史料源の一つにしたとする『アルタン・デプテル(黄金の冊子)』と『元史』が記す『トブチヤン』を同一の書物であるとする学説もあるが、『アルタン・デプテル』は『聖武親征録』等3書と異なる系統の書物であるとする説もある。
なお、『元朝秘史』のモンゴル語読みは「モンゴルン・ニウチャ・トブチヤン」であるため、『元朝秘史』こそが『元史』の記す『トブチヤン』であって、『聖武親征録』『集史』『元史』等の史書の史料源となった史料ではないかとする説がかつて存在したが、主に年次の点で『元朝秘史』は他3書とあまりにも内容が違いすぎるため、『元朝秘史』こそが『聖武親征録』等3書の元となった史料そのものであるとする説は受け容れられていない。ただし、吉田順一は『元朝秘史』が『聖武親征録』等3書と全く異なる系統の書物というわけではなく、やはり『聖武親征録』等3書と同一の史料源(トブチヤン？)を有しているが、英雄物語としての色を強めるためにいくつかのエピソードの順番を入れ替えるなどの編集を行って成立したのが『元朝秘史』であるとする。

## 参考資料
- 何秋濤『校正元親征録』小漚巢、1894年
京都大学人文科学研究所の東方學デジタル圖書館が公開する聖武親征録の何氏校注本。もとは内藤湖南が所有していた。
- 那珂通世「 聖武親征録 ラシードの集史の来歴」『成吉思汗実録』大日本図書、1907年
那珂通世が『成吉思汗実録』の序論で書いた『聖武親征録』と『集史』に関する解説文。
- 故那珂博士功績紀念会 「校正増注元親征録」『那珂通世遺書』大日本図書、1915年
『聖武親征録』を何秋濤、李文田、沈曽植、那珂通世が校注した作品。注で『元朝秘史』、『元史』、ラシードゥッディーン著『集史』、ドーソン著『モンゴル帝国史』、ベレジン著書、洪鈞著『元史訳文証補』などをふんだんに引用している。
- 宇野伸浩「チンギス・カンの大ヤサ再考」『中国史学』12号、2002年
- 小林高四郎『元朝秘史の研究』日本学術振興会、1954年
- 杉山正明『モンゴルが世界史を覆す』日本経済新聞社〈日経ビジネス文庫〉、2006年
- 宮紀子『モンゴル時代の「知」の東西』名古屋大学出版会、2018年
- 森川哲雄『モンゴル年代記』白帝社、2007年
- 吉田順一『モンゴルの歴史と社会』風間書房、2019年